# هاله (ترانه)
«هاله» (به انگلیسی: Aura) ترانه‌ای از هنرمند اهل ایالات متحده آمریکا لیدی گاگا است. این ترانه در آلبوم آرت‌پاپ قرار داشت.